# LFFA Division II 2018
La LFFA Division II 2018 è stata la 4ª edizione del campionato di football americano di secondo livello, organizzato dalla LFFA.

## Squadre partecipanti
| Club                          | Città        | Stadio | Sponsor ufficiale | Risultato nella stagione 2017 |
| ----------------------------- | ------------ | ------ | ----------------- | ----------------------------- |
| Andenne Bears                 | Andenne      |        |                   |                               |
| Grez-Doiceau Fighting Turtles | Grez-Doiceau |        |                   |                               |
| Wallonie Picarde Phoenix      | Tournai      |        |                   |                               |

## Stagione regolare

### Calendario

#### 1ª giornata
| Andenne 25 febbraio 2018 | Andenne Bears | 10 – 6 | Grez-Doiceau Fighting Turtles |  |

#### 2ª giornata
| Bruxelles 4 marzo 2018 | Wallonie Picarde Phoenix | 8 – 0 | Andenne Bears |  |

#### 3ª giornata
| Grez-Doiceau 18 marzo 2018 | Grez-Doiceau Fighting Turtles | 20 – 0 | Wallonie Picarde Phoenix |  |

#### 4ª giornata
| Tournai 1º aprile 2018 | Wallonie Picarde Phoenix | 8 – 8 | Grez-Doiceau Fighting Turtles |  |

#### 5ª giornata
| Grez-Doiceau 15 aprile 2018, ore 12:00 | Andenne Bears | 7 – 34 | Wallonie Picarde Phoenix |  |

#### 6ª giornata
| Tournai 29 aprile 2018 | Grez-Doiceau Fighting Turtles | 18 – 0 | Andenne Bears |  |

### Classifica
La classifica della regular season è la seguente:
- PCT = percentuale di vittorie, G = partite giocate, V = partite vinte,  P = partite perse, PF = punti fatti, PS = punti subiti

| Pos. | Squadra                       | PCT  | G | V | N | P | PF | PS |
| ---- | ----------------------------- | ---- | - | - | - | - | -- | -- |
| 1    | Grez-Doiceau Fighting Turtles | .625 | 4 | 2 | 1 | 1 | 52 | 18 |
| 2    | Wallonie Picarde Phoenix      | .625 | 4 | 2 | 1 | 1 | 50 | 35 |
| 3    | Andenne Bears                 | .250 | 4 | 1 | 0 | 3 | 17 | 66 |

## Playoff e playout

### II LFFA Bowl DII
| Tournai 27 maggio 2018 | Grez-Doiceau Fighting Turtles | 0 – 12 | Wallonie Picarde Phoenix |  |

### Playoff
| Tournai 10 giugno 2018 | Wallonie Picarde Phoenix | 36 – 12 | Waterloo Warriors |  |

## Verdetti
- Wallonie Picarde Phoenix Vincitori della LFFA DII 2018